# Kaan Taşaner
 (février 2020).
Si vous disposez d'ouvrages ou d'articles de référence ou si vous connaissez des sites web de qualité traitant du thème abordé ici, merci de compléter l'article en donnant les références utiles à sa vérifiabilité et en les liant à la section « Notes et références ».
Kaan Taşaner, né le 23 avril 1979 à Antalya, est un acteur turc.

## Biographie
Kaan Taşaner se fait connaitre au grand public dans la série Fatmagül'ün Suçu Ne? et aussi grâce à la célèbre série télévisée, Diriliş: Ertuğrul, en interprétant Gündoğdu Bey, le frère d'Ertuğrul.

## Filmographie

### Théâtre
- 1998 : Karanlıkta ilk ışık Kubilay
- 2000 : Asiye Nasıl Kurtulur
- 2001 : Deli Dumrul
- 2003 : Vanya Dayı
- 2004 : Soyut Padişah
- 2005 : Ana Hanım Kız Hanım
- 2006 : Buzlar Çözülmeden
- 2009 : Eros Pansiyon
- 2012 : Babamın Cesetleri

### Télévision
- 2004 : Büyük Buluşma
- 2005 : Beşinci Boyut : Galip
- 2007 : Hakkını Helal Et
- 2008 : Kendi Okulumuza Doğru : Ozan
- 2010 - 2012 : Fatmagül'ün Suçu Ne? : Erdoğan Yaşaran
- 2012 - 2013 : Kuzey Güney : Commissaire Şeref
- 2013 - 2015 : Kayıp : Kemal Özdemir
- 2014 - 2016 : Diriliş: Ertuğrul : Gündoğdu Bey
- 2016 : Rengarenk : Can
- 2017 : Mehmetçik Kut'ül Amare : Süleyman Askeri
- 2018 : Şahin Tepesi : Erkan Sarpkaya
- 2019 : Diriliş: Ertuğrul : Gündoğdu Bey

## Distinctions

### Récompenses
- TelevizyonDizisi.com Awards :
  - Meilleur acteur dans un second rôle dans une série dramatique pour la série Fatmagül'ün Suçu Ne?[1].